# Smyslový neuron

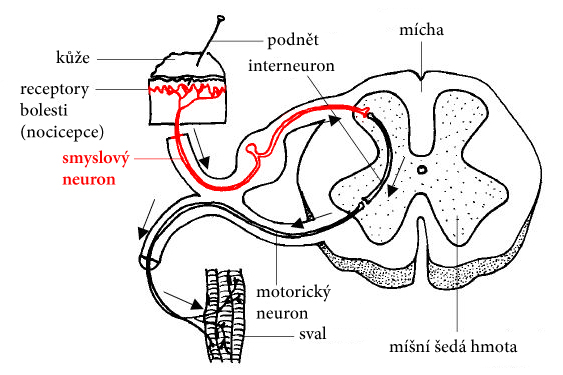
Smyslový neuron v reflexním oblouku

Smyslový neuron (též senzitivní neuron) je neuron, který je odpovědný za proměnu externích podnětů přicházejících z prostředí na podněty interní. Smyslové neurony jsou aktivované smyslovými vjemy (zrak, hmat, sluch, atd.) a posílají tyto informace dál do centrálního nervového systému. Na rozdíl od neuronů centrálního nervového systému jsou smyslové neurony aktivovány fyzikálními metodami jako světlo, zvuk a změna teploty.
U komplexních organismů smyslové neurony posílají svou informaci do centrálního nervového systému přes míchu, u jednodušších organismů (jako je například nezmar) přímo do motorických neuronů. Smyslové neurony mohou posílat informaci také do mozku, kde je signál dál zpracován a může se na něj reagovat. Například čichový smyslový neuron má synapsi na neuron v čichovém bulbu, kde je zpracováván čichový vjem.
Na molekulární úrovni je smyslový receptor umístěn na buněčné membráně smyslových neuronů odpovědný za proměnu podnětů na elektrické impulsy. Typ receptoru užíván daným smyslovým neuronem rozhoduje, na jaký typ podnětu bude neuron citlivý. Například neurony obsahující na své membráně mechanoreceptory jsou citlivé na dotekové podněty, zatímco čichové receptory dělají neuron citlivý na pachy.

## Typy a funkce

### Somatický senzorický systém
Somatický senzorický systém zaznamenává vjemy doteku, tlaku, vibrace, pozice končetin, tepla, chladu a bolesti.
Těla somatických senzorických aferentních vláken se nacházejí v ganglionech v míše. Tyto neurony jsou odpovědné za předávání informace o těle do centrálního nervového systému. Neurony sídlící v ganglionech hlavy a těla zásobují centrální nervový systém informacemi o již zmiňovaných externích podnětech. Pseudounipolární neurony (jejich těla) jsou umístěny v spinálních gangliích.

### Mechanoreceptory
Specializované receptorové buňky zvané mechanoreceptory často obklopují aferentní vlákna a pomáhají je vyladit k vnímaní různých typů somatické stimulace. Mechanoreceptory také pomáhají snižovat spodní práh pro vznik akčního potenciálu v aferentních vláknech a tím pádem jim umožňují generovat akční potenciály (střílet) v přítomnosti smyslového vjemu.
Proprioreceptory jsou dalším typem mechanoreceptorů, doslovně jsou to "receptory vlastního". Tyto receptory poskytují prostorovou informaci o končetinách a jiných částech těla.
Nocireceptory jsou odpovědné za zpracování bolesti a změn teploty. Pálivá bolest a podráždění, které člověk pociťuje po konzumaci čili papriček (které obsahují capsaicin), pocit chladu po požití chemikálie typu mentholu anebo icillinu, stejně jako běžný pocit bolesti jsou všechno výsledkem dráždění neuronů, které obsahují tento typ receptorů.

#### Patologie
Poruchy mechanoreceptorů vedou k onemocněním, například:
Neuropatická bolestStav intenzivní bolesti způsoben poškozením smyslového neuronu.
HyperalgesiaZvýšená citlivost k bolesti způsobena smyslovým iontovým kanálem TRPM8, který normálně reaguje na teploty v rozmezí 23 a 29 stupňů a také zprostředkuje chladivý pocit asociován s mentholem anebo icillinem.
Syndrom fantomové končetinyPorucha senzorického systému, při které je vnímána bolest nebo pohyb končetiny, která již není přítomna, kupříkladu po amputaci.

### Zrak
Zrak je jedním z nejkomplexnějších smyslových systémů. Pomocí optického lomu je světelný paprsek nasměrován na sítnici. Následně musí být světelná energie konvertovaná na elektrickou fotoreceptorovými buňkami a konečně musí být tyto signály zjemněny a kontrolovány synaptickými interakcemi mezi neurony sítnice. Pět základních typů neuronů sítnice jsou fotoreceptorová buňka, bipolární buňka, gangliová buňka a amakrinní buňka.
Základní funkční obvod v sítnici je řetězec třech neuronů, který se skládá z fotoreceptoru (tyčinka nebo čípek), bipolární buňky a gangliové buňky. První akční potenciál vzniká v gangliové buňce. Tato dráha je nejpřímější způsob, jakým může být zraková informace přenesena do mozku.

#### Patologie
Poškození smyslových neuronů asociovaných se zrakem vede k onemocněním, například:
Makulární degeneraceOnemocnění postihující žlutou skvrnu, vede k degeneraci centrálního zorného pole. Je způsobeno akumulací buněčného odpadu nebo nahromaděním cév pod sítnicí a narušení komplexní souhry zde přítomných neuronů.
GlaukomLidově je označován jako šedý zákal. Glaukom je ztráta gangliových buněk v sítnici která vede k částečné nebo úplné ztrátě zraku.
Diabetická retinopatieVzniká důsledkem poškození krevních cév vyživujících sítnici při diabetu mellitu.

### Sluch
Sluchový systém je odpovědný za převod tlakových vln, které mají svůj původ ve vibracích molekul vzduchu – zvuk – na signály, které jsou pak interpretovány v mozku.
Tento mechanicko-elektrický převod zprostředkují vláskové buňky vevnitř ucha.
V závislosti na jejich pohybu se jejich membrány buď polarizují nebo depolarizují. Když se jejich pohyb uskutečňuje směrem k nejvyšší stereocilii, otevřou se sodíkové iontové kanály a umožní sodíkovým kationtům vtékat dovnitř do buňky. Výsledná depolarizace způsobí otevření vápníkových kanálů, následkem čeho je uvolněn neurotransmitter do aferentního sluchového nervu. Existují dva typy vláskových buněk – vnitřní a vnější. Vnitřní vláskové buňky jsou smyslové receptory, vnější vláskové buňky jsou napojeny na eferentní axony které vedou z buněk sluchových center ve Varolově mostu.

#### Patologie
Poruchy sluchu dělíme na převodní a centrální; poškození vláskových buněk tím pádem vede k centrálním poruchám sluchu.